# Nuoto in acque libere ai campionati mondiali di nuoto 2011
Le competizioni di nuoto di fondo ai campionati mondiali di nuoto 2011 si sono svolte dal 19 al 23 luglio 2011. Le gare sono state disputate nelle acque antistanti la spiaggia di Jinshan City.

## Calendario
| Data           | Ora   | Evento         |
| -------------- | ----- | -------------- |
| 19 luglio 2011 | 9:00  | 10 km donne    |
| 20 luglio 2011 | 9:00  | 10 km uomini   |
| 21 luglio 2011 | 9:00  | 5 km a squadre |
| 22 luglio 2011 | 8:00  | 5 km donne     |
| 22 luglio 2011 | 10:00 | 5 km uomini    |
| 23 luglio 2011 | 7:00  | 25 km uomini   |
| 23 luglio 2011 | 8:15  | 25 km donne    |

## Podi

### Uomini
| Evento           | Oro                 | Tempo     | Argento             | Tempo     | Bronzo           | Tempo     |
| 5 km (dettagli)  | Thomas Lurz         | 56'16"2   | Spyridōn Gianniōtīs | 56'17"4   | Evgenij Dratcev  | 56'18"5   |
| 10 km (dettagli) | Spyridōn Gianniōtīs | 1:54'24"7 | Thomas Lurz         | 1:54'27"2 | Sergej Bol'šakov | 1:54'31"8 |
| 25 km (dettagli) | Petar Stoychev      | 5:10'39"8 | Vladimir Djatčin    | 5:11'15"6 | Csaba Gercsák    | 1:54'31"8 |

### Donne
| Evento           | Oro               | Tempo     | Argento          | Tempo     | Bronzo            | Tempo     |
| 5 km (dettagli)  | Swann Oberson     | 1:00'39"7 | Aurélie Muller   | 1:00'40"1 | Ashley Twichell   | 1:00'40"2 |
| 10 km (dettagli) | Keri-Anne Payne   | 2:01'58"1 | Martina Grimaldi | 2:01'59"9 | Marianna Lymperta | 2:02'01"8 |
| 25 km (dettagli) | Ana Marcela Cunha | 5:29'22"9 | Angela Maurer    | 5:29'25"0 | Alice Franco      | 5:29'30"8 |

### Gara a squadre
| Evento          | Oro                                                  | Tempo   | Argento                                          | Tempo   | Bronzo                                             | Tempo   |
| 5 km (dettagli) | Stati Uniti Andrew Gemmell Ashley Twichell Sean Ryan | 57'00"6 | Australia Melissa Gorman Ky Hurst Rhys Mainstone | 57'01"8 | Germania Isabelle Härle Thomas Lurz Jan Wolfgarten | 57'44"2 |

## Medagliere
| Posizione | Paese         |   |   |   | Totale |
| --------- | ------------- | - | - | - | ------ |
| 1         | Germania      | 1 | 2 | 1 | 4      |
| 2         | Grecia        | 1 | 1 | 1 | 3      |
| 3         | Stati Uniti   | 1 | 0 | 1 | 2      |
| 4         | Brasile       | 1 | 0 | 0 | 1      |
| 4         | Bulgaria      | 1 | 0 | 0 | 1      |
| 4         | Gran Bretagna | 1 | 0 | 0 | 1      |
| 4         | Svizzera      | 1 | 0 | 0 | 1      |
| 8         | Russia        | 0 | 1 | 2 | 3      |
| 9         | Italia        | 0 | 1 | 1 | 2      |
| 10        | Australia     | 0 | 1 | 0 | 1      |
| 10        | Francia       | 0 | 1 | 0 | 1      |
| 12        | Ungheria      | 0 | 0 | 1 | 1      |
| Totale    | Totale        | 7 | 7 | 7 | 21     |